# Norops auratus
Norops auratus este o specie de șopârle din genul Norops, familia Polychrotidae, descrisă de Daudin în anul 1802. Conform Catalogue of Life specia Norops auratus nu are subspecii cunoscute.